# Danza y teatro en Laos
La danza y el teatro de Laos (nattakam Lao, Lao: ນາດຕະກັມລາວ [nâːt.tā.kàm láːw]) es la principal forma de arte dramático del grupo étnico mayoritario de Laos, el pueblo lao. También lo comparte con la etnia lao que habita la región de Isan en Tailandia. Existen principalmente dos tipos de danzas (o danzas-dramas): las danzas clásicas que se realizaban en las cortes reales y las danzas folclóricas que ahora se asocian con el mor lam.
El teatro de sombras, aunque no está asociado con la danza, es una parte importante de las tradiciones teatrales de Laos. Varias compañías de danza y teatro, que operan principalmente en Luang Prabang y Vientián, siguen enseñando las antiguas danzas clásicas de la corte y más dramas y danzas folclóricas con influencia jemer, respectivamente.

## Danza clásica y teatro
Originalmente, las danzas dramáticas de Laos sólo se representaban para la corte real. Teniendo sus orígenes en Camboya, las danzas-dramas y el acompañamiento musical son muy similares a los de la danza clásica jemer. Según las leyendas laosianas que rodean al primer gobernante de Lan Xang, se dice que, además de un gran ejército de soldados jemeres, el rey Fa Ngum estaba acompañado por numerosas bailarinas de la corte de Angkor.

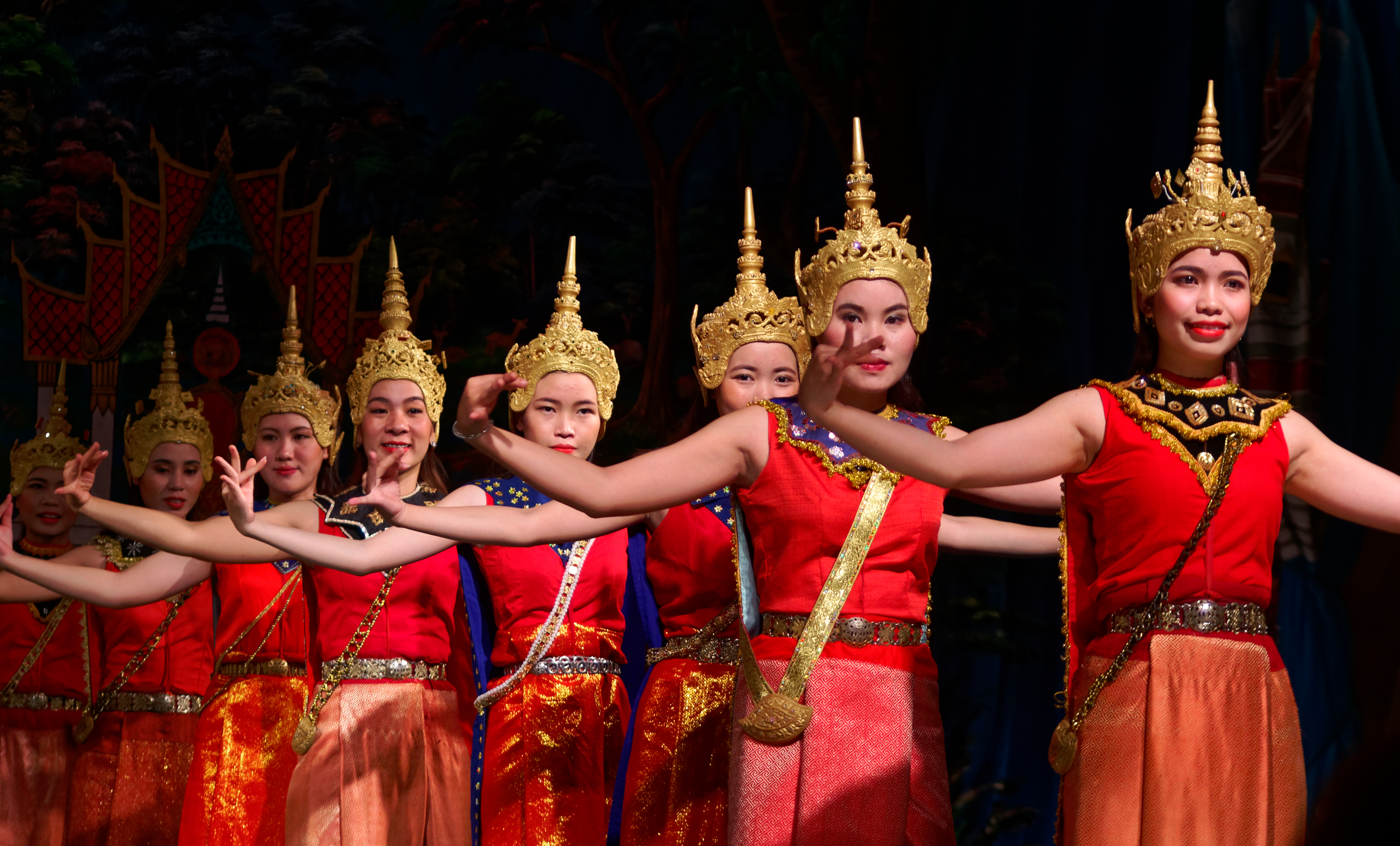
Fone Nang Keo dance, también conocida como Danza real de Laos

La danza real de Laos se llama Fone Nang Keo (lao: ຟ້ອນນາງແກ້ວ, literalmente 'Danza de Lady Keo') en honor a la reina Keo Kengnya (también conocida como reina Keo Lot Fa), una princesa jemer de Angkor y esposa del rey Fa Ngum. Se le atribuye el mérito de haber traído tanto el budismo como la cultura jemer, incluida la danza real, a la capital imperial de Luang Prabang. En tiempos de paz, su séquito practicaba una danza derivada del ballet real jemer. Solo se realizaban representaciones de danza en ocasiones especiales. Desde entonces, la danza ha sido preservada y apreciada por los habitantes de Luang Prabang. Se dice que la danza ha conservado su estilo tradicional excepcionalmente bien, sin sufrir modificaciones hasta el día de hoy. Hasta 1957, la población de la aldea de Ban Phanom, situada al norte de Luang Prabang, proporcionaba muchachas para que bailaran el Fone Nang Keo. Las maestras de danza provenían de esta aldea, que era propiedad directa del rey y cuyos habitantes eran tributarios. A cambio, estaban exentos de impuestos gubernamentales y recibían alimentos del palacio real. El Fone Nang Keo fue en su día propiedad exclusiva del rey y acompañó la vida de la dinastía Lang Xang Hom Kao. Con el tiempo, se ha convertido en un ritual sagrado para honrar e invocar la protección de los dioses y espíritus protectores del folclore laosiano. Para rendir homenaje a estas entidades, el rey tradicionalmente presentaba una representación del Fone Nang Keo durante el Año Nuevo laosiano (Phimai). Al mismo tiempo, se conmemoraba la creación del país como "El Reino del Millón de Elefantes". El baile no se enseñaba en las escuelas de danza, sino que se transmitía de generación en generación a través de los maestros de danza del palacio real, quienes aseguraron la prosperidad de las danzas Fone Nang Keo y Ramayana. Los trajes y accesorios de los bailarines son extremadamente valiosos y solo se reservan para las representaciones oficiales. Se realiza una ceremonia para venerar a los espíritus guardianes antes y después de cada baile. El oficiante, acompañado de flores, velas y ofrendas, expresa gratitud y busca la protección de los espíritus y maestros de danza que supervisan la actuación de los bailarines y su dominio de los gestos de la danza. Hoy en día, una representación de Fone Nang Keo se lleva a cabo una vez al año en el Palacio real de Luang Prabang para el Año Nuevo laosiano. Una segunda representación se lleva a cabo en los días siguientes para el público en general en la plaza del mercado principal.
La mayoría de las danzas dramáticas representan escenas de la versión laosiana de Ramayana conocido como Phra Lak Phra Ram (ພຣະລັກພຣະຣາມ [pʰāʔ.lāk pʰāʔ.láːm]), el Sadok (ຊາດົກ [sáː dók]),  o el Jataka. Se cree que el Ramayana se adoptó gradualmente a través de los jemeres y de Siam, ambos derivados de la antigua tradición jemer. Se adaptó rápidamente a un formato en verso similar a los cuentos budistas Jataka. La versión laosiana tiene sólo un ligero parecido con el Ramayana original. En la adaptación laosiana, Ravana (conocido como Raphanasuan) juega un papel más destacado que los héroes principales, Rama o Phra Lam. Hacia el final de la epopeya, el mono mágico Hanuman asume forma humana. Como se ve a menudo en el proceso de localización de obras literarias, a Phra Lak Phra Ram se le da un distintivo sabor laosiano al ubicarlo dentro del entorno laosiano. Por ejemplo, el Phra Lak Phra Lam sitúa el nacimiento de Rama en el valle del Mekong. Según la tradición laosiana, Ravana nació en Camboya y la monumental batalla tuvo lugar a orillas del Mekong. Otras escenas proceden de leyendas, epopeyas históricas como Sin Xay, historias de la mitología local o hindú o adaptaciones de historias de naciones vecinas. La danza clásica laosiana tiene dos formas principales, khone y lakhone. Cada una está acompañada de música clásica laosiana.

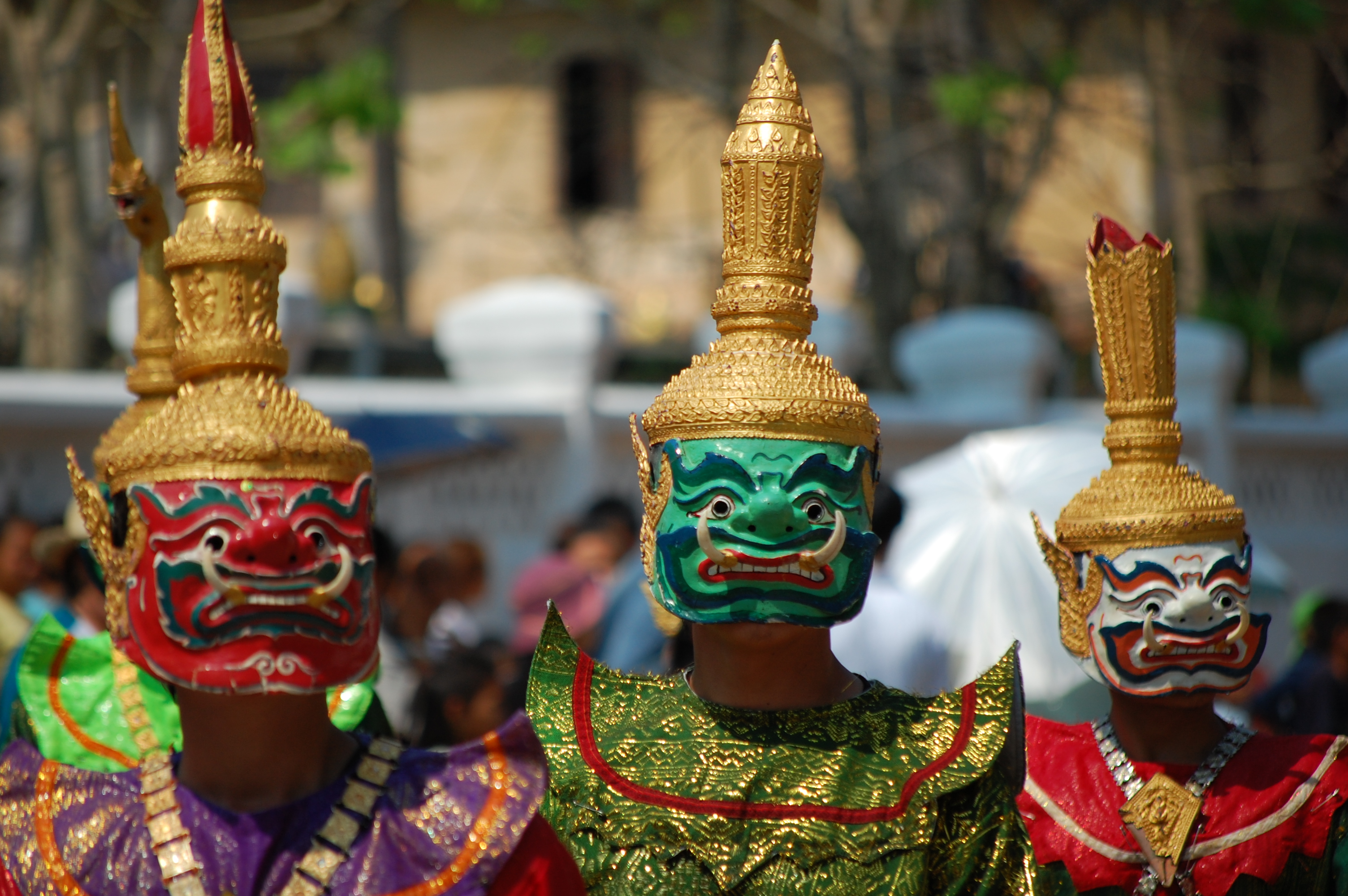
Bailarines enmascarados a punto de realizar la danza Khon basada en Phra Lak Phra Ram.

Khon (ໂຂນ [kʰǒːn]) es la danza dramática laosiana más estilizada, con grupos de bailarines masculinos y femeninos con elaborados trajes y máscaras que realizan movimientos muy elegantes que demuestran su gran flexibilidad, y es una forma de danza dramática muy común para el Phra Lak Phra Ram. Cada bailarín interpreta un personaje en la obra, aunque la mayor parte de la narración proviene de un coro cantado al costado. Cada bailarín interpreta un personaje en el drama, aunque la mayor parte de la narración proviene de un coro que canta desde un costado. Las danzas lakhone (ລະຄອນ [lā.kʰɔ́ːn]) generalmente son interpretadas solo por mujeres, pero no es raro que haya bailarines lakhone masculinos. En lugar de que cada bailarín represente un personaje individual, como en las danzas dramáticas khon, los bailarines representan la escena y los eventos en conjunto. La música de Phra Lak Phra Lam es interpretada por una orquesta conocida como Pinphat en su forma original jemer. Los músicos reciben un entrenamiento oral exhaustivo durante varios meses para asegurarse de que comprenden con precisión cada pieza, independientemente de su duración y las variaciones que conlleva. Muchos músicos son expertos en tocar varios instrumentos dentro del conjunto. Actualmente, existe un programa de ayuda destinado a transcribir estas piezas para preservar esta tradición musical para las generaciones futuras.
Aunque carece de danza, nang taloung o títeres de sombra (ໜັງຕະລຸງ [nǎŋ tā.lúŋ]) es una pieza importante de las tradiciones teatrales laosianas. Consisten en una adaptación de los títeres de sombra wayang tradicionales de Malasia, pero hay numerosos titiriteros en lugar de uno solo. Las obras de títeres de sombra se basan en temas e historias similares a los de otros dramas clásicos, pero pueden ir acompañadas de música clásica o instrumentación morlam.

## Lam Lao

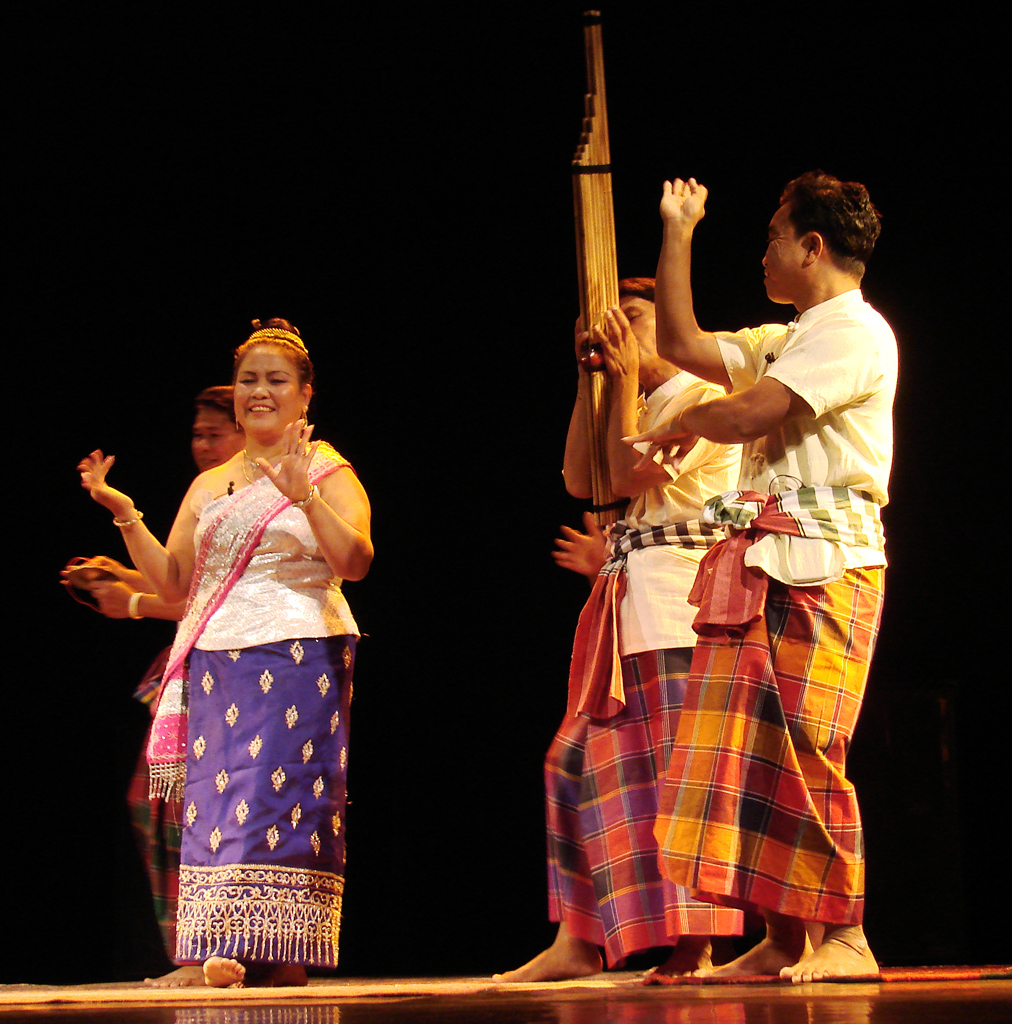
Un intérprete de khene y bailarines laosianos en una actuación de morlam en Francia.

Lam Lao (ລຳລາວ) o morlam (ໝໍລຳ [mɔ̌ː lám]) es el descriptor general de la música folclórica laosiana, que en su nivel más básico consiste en el cantante/narrador y el khene (ແຄນ [kʰɛ́ːn]). En Isan, ambos términos son intercambiables, pero en Laos, «morlam» solo se refiere al cantante. Las compañías viajan como ministriles actuando en diversos lugares.
La música que acompaña una actuación de lam lao también puede incluir diversos tipos de percusión, violines, laúdes, xilófonos u oboes, así como algunos instrumentos más característicos de conjuntos clásicos. Las letras se extraen de poesía antigua, cuentos clásicos o se improvisan según los complejos patrones de rima tonal de los versos, y pueden abarcar desde temas tan serios como sermones religiosos y relatos de Jataka hasta versos, en ocasiones subidos de tono, sobre el amor y el sexo.
Aunque las representaciones en sí no son necesariamente teatrales, lo más cercano son los intercambios de ingeniosas réplicas en versos o canciones alternas entre un hombre y una mujer que fingen enamorarse antes de separarse, o entre amigos que intentan burlarse mutuamente. Las canciones se intercalan con números de baile, rutinas cómicas, actuaciones exageradas y bromas entre los artistas y el público.